# 中国物理C
《中国物理C》（Chinese Physics C）是中国物理学会主办，中国科学院高能物理研究所与中国科学院近代物理研究所承办的英文物理学学术期刊，创办于1977年，现为月刊。《中国物理C》原名为《高能物理与核物理》（High Energy Physics and Nuclear Physics），接受中文和英文稿件。2008年改为英文期刊，并将刊名定为《中国物理C》，属《中国物理》期刊系列。

## 历史
1977年，在钱三强、朱洪元等科学家的倡议下，《物理学报》高能物理与核物理分支分出，单独创办双月刊《高能物理与核物理》。创刊时，该刊每期96页。1987年，增至144页。同年与美国阿勒顿公司合作，在海外出版英文版季刊，每期120页。1989年，改为月刊。2008年起，《高能物理与核物理》改名《中国物理C》，改为英文期刊，成为《中国物理》系列刊物之一。2012年，《中国物理C》加入粒子物理开放出版资助联盟。